# Легион супергероев (мультфильм)
«Легион супергероев» (англ. Legion of Super-Heroes) — американский анимационный фильм о супергероях снятый в 2023 году. Это пятый полнометражный мультфильм Вселенной «Tomorrowverse» и является на данный момент 48-м выпуском в серии Оригинальных анимационных фильмов вселенной DC. Режиссёром мультфильма стал Джефф Уоместер. 
Фильм был выпущен по некоторым источникам сразу на видеоносителях 7 февраля 2023 г.

## Сюжет
В Арго-Сити, Алура готовилась к катастрофе которую предсказал её шурин Джор-Эл, которая хочет уничтожить планету. Однако бедствие происходит слишком рано, и большинство спасательных капсул, которые она приготовила, выходят из строя. У Алуры как раз достаточно времени, чтобы отправить свою дочь Кару на Землю, где она должна воссоединиться со своим младшим двоюродным братом Кал-Элом, который должен прибыть туда на спасательном корабле. Но сразу после взлета осколок взорвавшейся планеты повреждает спасательную капсулу Кары, переводя её в анабиоз и отправляя судно на траекторию, которая позволяет ей прибыть на Землю намного позже, чем предполагалось.
После её прибытия Кара с трудом приспосабливается к жизни на Земле с её более примитивной культурой и к сверхспособностям, дарованным ей новым окружением. Во время боя с Соломоном Гранди она замечает группу людей в масках, скрывающихся поблизости, прежде чем её должны спасти Кал-Эл (теперь называемый Суперменом) и Бэтмен. Отметив её депрессию, Кал-Эл предлагает Каре отправиться в 31 век и присоединиться к Академии Легиона, в школе для потенциальных кандидатов в Легион Супергероев, которые установили с ним контакт. В XXI веке Бэтмен перехватывает людей в масках, совершающих набеги, но злоумышленники совершают самоубийство, прежде чем Бэтмен успевает их допросить.
Путешествуя в будущее, Кара знакомится с Академией одним из её учеников, Мон-Элом, но провоцируют на драку с Брэйниаком V, другим членом Академии, которого она принимает за смертельного врага своего кузена Брэйниака. В то время как недоразумение быстро заканчивается, Брэйниак V не доверяет другим ученикам и оставшимся легионерам Тимберу Вульфу, Химическому королю и Теневой девушке остальные находятся в длительной миссии в глубоком космосе из-за его происхождения, что четыре его предшественника неизбежно стали преступниками. Собственные отношения Кары с Брэйниаком V изначально также были плохими, но со временем они развивают взаимопонимание друг с другом, которое в конечном итоге становится романтическим.
Однажды ночью, искав школьного питомца Прости, Тройная Девушка замечает Мон-Эла, скрывающуюся возле хранилища с высоким уровнем безопасности на территории Академии, прежде чем на неё нападают двое людей в масках. Вскоре после этого Кара ловит Брэйниака V возле хранилища, прежде чем они обнаруживают тело Тройной девушки. Брэйниак V арестован легионерами, которые обнаружили, что он поступил в Академию, чтобы проникнуть в хранилище, в котором хранится одно из самых опасных видов оружия во вселенной. Брэйниак V пытается объяснить, что он сделал это, чтобы противостоять таинственной организации под названием Темный круг, но только из компании Кара ему поверила. Узнав фигуры в масках, которые она видела в прошлом из файлов компьютера Академии, она вырывает Брэйниака V из его заточения и узнает от него, что Темный круг пытается заполучить Чудо-машину, устройство, способное об изменении реальности по прихоти её пользователя, которая хранится в хранилище, и что его семья хочет украсть её для лидера Круга.
Вместе с Мон-Элом Кара и Брэйниак V входят в хранилище и преодолевают его систему безопасности. Но когда они находят чудо-машину, Мон-Эл оказывается агентом Темного Круга, пронзает Кару криптонитовым клинком и она вызывает остальных членов Круга, которые побеждают Легионеров и студентов Академии. Затем появляется лидер Круга, который раскрывается как Брэйниак, который основал Темный Круг в XXI веке, чтобы облегчить свое воскрешение, и что замышлял для Брэйниака V предоставить ему доступ к Чудо-машине. Предшественники Брэйниака V, изначально созданные для этой цели все они были недостаточно опытнее, чтобы взломать код безопасности хранилища, и их тела были использованы для реконструкции Брэйниака, при этом их разум остался полностью нетронутым. Он утверждает, что предвидел приближение большой опасности и планирует изменить реальность, чтобы устранить её и стать спасителем вселенной.
Спасаясь от присутствия Брэйниака, Кара и Брэйниак V присоединяются к своим сокурсникам Тройной Девочке (которая потеряла лишь одно из своих других «я» из-за Мон-Эла и Круга), Невидимому Ребёнку и Призрачной Девочке, которые избежали захвата, и вместе они спасают других участников. После отправки SOS к Легионерам в космосе, другие ученики отвлекают Мон-Эла и Круг, в то время как Кара и Брэйниак V, движутся, чтобы остановить Брэйниака. В то время как они не могут предотвратить активацию Чудо-машины, Брэйниак V настраивает своих предшественников против их создателя, в результате чего тело Брэйниака разрывается на части. Машина выходит из-под контроля, и, пытаясь остановить её, Кара вызывает душу Алуры. Несмотря на непродолжительное искушение обратить вспять разрушение Криптона, она смиряется со своей потерей и с благословения матери останавливает, перемещая машину в другую реальность. После этого студенты побеждают Мон-Эла и Круг, после чего вернувшиеся легионеры предоставляют им всем полноправное членство в Легионе.
В сцене после титров Кара связывается с Суперменом, чтобы рассказать ему о своем решении остаться в XXXI веке и своих новых отношениях с Брэйниаком V. После завершения разговора Супермен и Бэтмен осматривают кратер посреди Метрополиса, когда они оба внезапно поражены и, исчезают в энергетической вспышке, похожий на взрыв.

## Премьера
Фильм был выпущен 7 февраля 2023 г. на домашних носителях на DVD, Blu-ray, 4K и видео по запросу.

## Роли озвучивали
| Персонаж                   | Актёр             |
| -------------------------- | ----------------- |
| Супергёрл/Кара Зор-Эл      | Мэг Доннелли      |
| Брэйниак V                 | Гарри Шам младший |
| Супермен/Кал-Эл/Кларк Кент | Даррен Крисс      |
| Флэш/Барри Аллен           | Мэтт Бомер        |
| Бэтмен/Брюс Уэйн           | Дженсен Эклс      |
| Алура Ин-Зэ                | Дженнифер Хейл    |